# Lopidium nematosum
Lopidium nematosum är en bladmossart som beskrevs av Fleischer 1922. Lopidium nematosum ingår i släktet Lopidium och familjen Hookeriaceae. Inga underarter finns listade i Catalogue of Life.